# Bror Blume
Bror Blume, né le 22 janvier 1992 à Copenhague au Danemark, est un footballeur danois qui évolue au poste de milieu central au Lyngby BK.

## Biographie

### Lyngby BK
Bror Blume est formé par le Lyngby BK, club qui lui permet de débuter en professionnel. Il joue son premier match lors d'une rencontre de coupe du Danemark perdu aux tirs au but par son équipe face au FC Roskilde le 31 août 2011. Le 10 septembre suivant il fait sa première apparition en Superligaen lors d'un match perdu par son équipe face au FC Copenhague (0-1). À l'issue de cette saison 2011-2012 le club est relégué en deuxième division danoise.
C'est à l'échelon inférieur que Blume s'impose comme un élément important de son équipe, disputant un total de 37 matchs pour 5 buts toutes compétitions confondues en 2012-2013.
Le Lyngby BK est de retour dans l'élite du football danois lors de la saison 2016-2017.
C'est avec le Lyngby BK qu'il fait ses débuts en coupe d'Europe, le 29 juin 2017, à l'occasion d'une rencontre qualificative pour la phase de groupe de Ligue Europa 2017-2018 face au Bangor City. Il se fait remarquer en marquant un but, celui de la victoire de son équipe (1-0 score final).
Son aventure avec le club s'achève le 7 février 2018, Blume mettant fin à son contrat à la suite des difficultés financières du Lyngby BK, qui ne le payait plus.

### AGF Aarhus
C'est donc librement que Bror Blume s'engage en faveur de l'AGF Aarhus le 1er mars 2018. Il joue son premier match sous ses nouvelles couleurs lors d'une rencontre de championnat remportée par son équipe face au Silkeborg IF, le 8 avril 2018. C'est contre cette même équipe qu'il inscrit son premier but, le 30 avril suivant, où il délivre également une passe décisive pour Jakob Ankersen, contribuant ainsi à la victoire de son équipe par cinq buts à deux.
Bror Blume se fait remarquer le 3 mars 2020 en inscrivant un doublé lors des quarts de finale de la coupe du Danemark face à l'Esbjerg fB. Ces deux buts contribuent à la victoire de son équipe par quatre buts à un. Il est à nouveau buteur lors de la demi-finale, qui a lieu le 10 juin 2020 contre l'Aalborg BK mais cette fois son équipe s'incline (3-2).

### WSG Tirol
Le 20 juin 2021, Bror Blume s'engage en faveur du WSG Tirol. Il était libre de tout contrat après son passage à l'AGF Aarhus. 
Il joue son premier match sous ses nouvelles couleurs le 1er août 2021, lors de la deuxième journée de la saison 2021-2022 du championnat autrichien, contre le FK Austria Vienne. Il est titularisé lors de cette rencontre où les deux équipes se neutralisent (1-1 score final). Blume inscrit son premier but pour son nouveau club le 11 septembre 2021, lors d'une rencontre de championnat face au Red Bull Salzbourg. Titulaire, il égalise sur une passe décisive de Tobias Anselm alors que son équipe était menée d'un but mais ça ne suffit pas et le WSG s'incline par trois buts à un,.

### Retour au Lyngby BK
Parti du WSG Tirol à expiration de son contrat en juin 2025, Bror Blume retrouve un club le 17 juillet 2025 en signant avec le club de ses débuts, le Lyngby BK.